# Brachystelma swazicum
Brachystelma swazicum är en oleanderväxtart som beskrevs av Robert Allen Dyer. Brachystelma swazicum ingår i släktet Brachystelma och familjen oleanderväxter. Inga underarter finns listade i Catalogue of Life.